# Saint-Pol-de-Léon
Saint-Pol-de-Léon (in bretone Kastell Paol) è un comune francese di 7 339 abitanti situato nel dipartimento del Finistère nella regione della Bretagna. È la capitale storica del Pays de Léon.
Situata sul litorale Nord del Finistère, questa città offre un porto molto frequentato nei periodi estivi. Saint Pol de Léon è inoltre tra le città che reca impresso nella sua storia un carattere religioso molto profondo. Del vescovato, abbattuto durante la Rivoluzione, la città ha conservato un'architettura unica ed in particolare: una cattedrale del duecento ed un campanile che (Cappella del Kreisker), con i suoi 80 metri d'altezza è il più alto della Bretagna.
St-Pol-de-Léon è inoltre un sito economicamente attivo. Prima regione ortofrutticola della Bretagna, essa esporta ognianno decine di migliaia di tonnellate di prodotti orto-frutticoli in tutta Europa.

## Monumenti e luoghi d'interesse
- L'ex cattedrale è il monumento principale della città, dedicata al santo Paolo Aureliano, a cui si fa risalire il nome alla cittadina. Eretta fra il XIII e il XVI secolo è uno degli edifici più interessanti e più antichi della Bretagna.
- Cappella del Kreisker. Con i suoi 78 metri di altezza, il campanile di questa cappella è il più alto della Bretagna.
- Il Municipio. Nel settecento, i vescovi di Léon, hanno profondamente marcato l'immagine architetturale della loro città.

Costruito nel 1706 da Mgr de La Bourdonnaye, il nuovo palazzo vescovile, attualmente municipio della città, fu ampliato nel 1750.
- La casa "prebendariale". Fatta erigere da un ricco canonico il quale aveva aggiunto ai suoi averi le rendite ecclesiastiche, o prebende, questa splendida dimora del XVI secolo, appartiene al Rinascimento bretone.
- Maniero di Kéroulas. Questa imponente dimora è stata costruita per un dignitario ecclesiastico verso il 1550 e riunisce per il suo volume ed i suoi ambienti tutte le caratteristiche dell'architettura nobile dell'epoca ma non per questo si differenzia dagli altri grandi manieri rurali di Léon.

## Società

### Evoluzione demografica
Abitanti censiti

## Amministrazione

### Gemellaggi
- Penarth, dal 1967
- Vechta, dal 2008

## Cultura
- Bleuniadur, gruppo tradizionale di danza et musica bretone
- Bagad Kevrenn Kastell